# Matt King (Schauspieler)

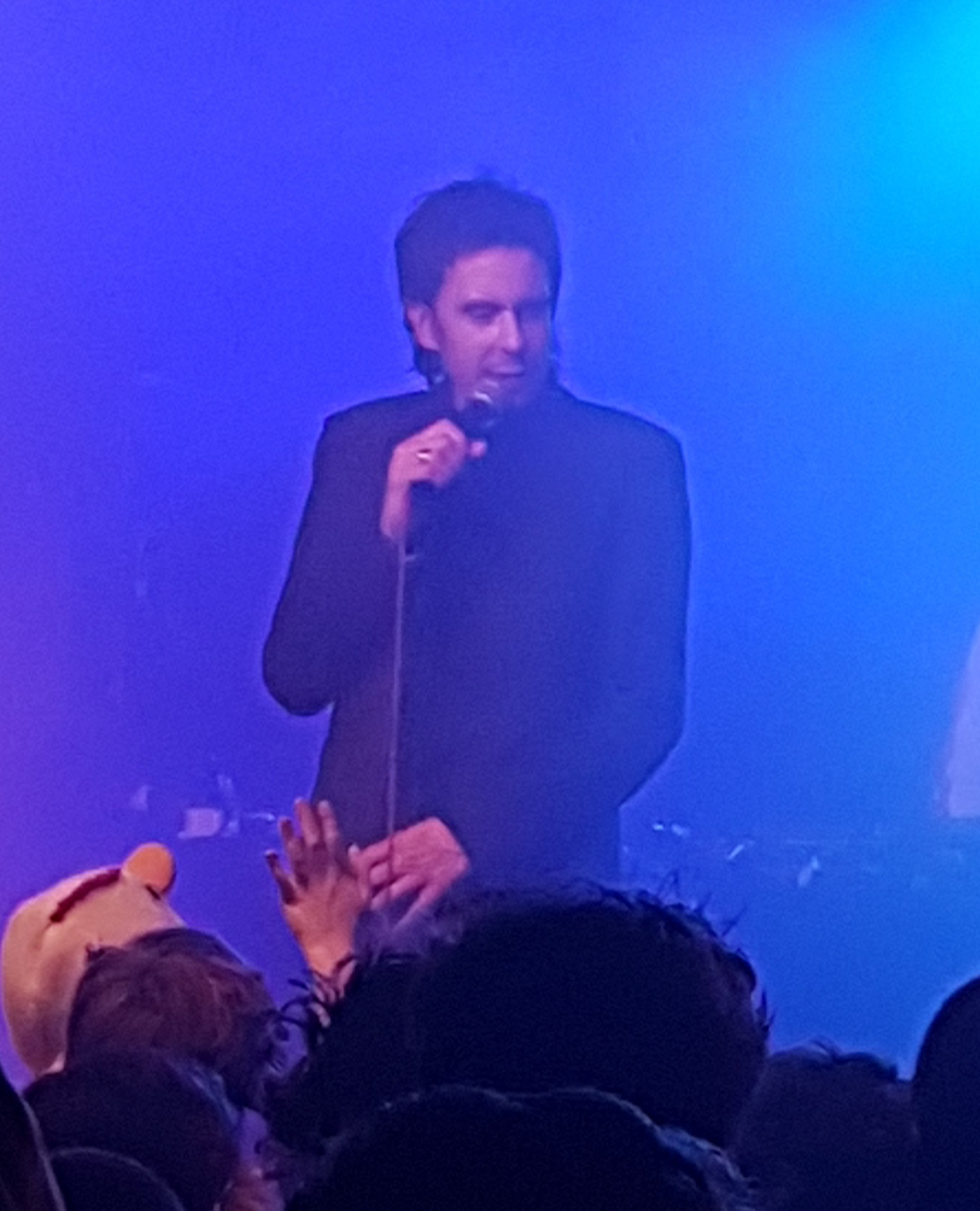
Matt King, 2016

Matthew King (* 31. Januar 1968 in Watford, England) ist ein britischer Schauspieler und Komiker.
King ist vor allem als Komiker bekannt, der unterschiedliche Prominente wie Elton John oder Terry Venables in verschiedenen Comedyserien verkörpert. Eine seiner bekanntesten Rollen ist die des Super Hans in der mit dem British Academy Television Award ausgezeichneten Sitcom Peep Show. King hat auch eine eigene Sketch-Show namens Dogface, die in Großbritannien auf Channel 4 ausgestrahlt wird.
Als Schauspieler wirkte er in britischen Fernsehserien wie Doctor Who, Jekyll, Skins – Hautnah oder The End of the F***ing World mit. Auch in einigen Filmen war er in Nebenrollen zu sehen, wie etwa Rock N Rolla mit Gerard Butler und Jeremy Piven und Tintenherz mit Brendan Fraser, Paul Bettany und Helen Mirren.
Im Jahr 2010 bekam er in der Literaturverfilmung London Boulevard wieder eine Nebenrolle. Weitere Film- und vor allem Serienrollen folgten.

## Filmografie (Auswahl)
- 1999: The Craic
- 2000–2001: Something in the Air (Fernsehserie, 14 Folgen)
- 2003–2015: Peep Show (Fernsehserie, 36 Folgen)
- 2007: Doctor Who (Fernsehserie, Folge The Shakespeare Code)
- 2009: Malice in Wonderland
- 2009: Skins – Hautnah (Skins; Fernsehserie, Folge Final)
- 2007: Jekyll (Fernseh-Miniserie, 5 Folgen)
- 2008: Rock N Rolla (RocknRolla)
- 2008: Bronson
- 2008: Tintenherz (Inkheart)
- 2010: We Want Sex
- 2010: London Boulevard
- 2014: Paddington
- 2014: Rettet Weihnachten! (Get Santa)
- 2017: Rillington Place – Der Böse (In the Dark; Fernsehserie, 4 Folgen)
- 2018: Juliet, Naked
- 2018: Illang: The Wolf Brigade
- 2020: Death in Paradise (Fernsehserie, Folge A Murder in Portrait)
- 2020: Die fantastische Reise des Dr. Dolittle (Dolittle)